# Bonneuil, Charente
Bonneuil är en kommun i departementet Charente i regionen Nouvelle-Aquitaine i västra Frankrike. Kommunen ligger  i kantonen Châteauneuf-sur-Charente som ligger i arrondissementet Cognac. År 2022 hade Bonneuil 248 invånare.

## Befolkningsutveckling
Antalet invånare i kommunen Bonneuil
Referens:INSEE